# William Darby Brind
William Darby Brind (* 1794 in London; † 1850) war Kapitän und Walfänger in Neuseeland. Er wurde am 28. Juli 1794 in Saint Philip’s in Birmingham getauft. Er starb 1850 im Gebiet der Bay of Islands.

## Reisen in den Südpazifik
Am 20. März 1820 kam Brind als Kapitän des Walfangschiffes Cumberland, das Samuel Enderby & Sons gehörte, in der Bay of Islands an. Die Cumberland besuchte einige Male Kororareka (heute Russell) und segelte im Dezember 1821 mit einer Ladung Walöl nach Sydney.
Brind kehrte im Dezember 1822 als Kapitän der Asp an die Bay of Islands zurück. Die Asp machte von Kororareka vier Wahlfangreisen. 1824 fuhr Brind mit der Asp zu Walfangründen bei Japan. Am 17. Dezember 1825 kehrte Brind als Kapitän der Emily nach Neuseeland zurück.
Von etwa 1823 bis 1826 lebte Brind mit einer Tochter von Pomare I, des Häuptlings des Hapū Ngati Manu der Ngāpuhi, zusammen. Brind wurde ein Freund von Reverend Thomas Kendall und half ihm, nachdem er von der Church Missionary Society entlassen worden war.
William Brind traf im September 1828 als Kapitän der Toward Castle erneut in der Bay ein.
Ab 1828 lebte Brind mit Moewaka, der Tochter von Häuptling Rewa (Manu) der Ngai Tawake, zusammen. Ihre Tochter wurde auf den Namen Eliza Isabella Brind getauft. Sie wurde 1841 von Wiremu Kingi Maketu ermordet.

## Girls’ War
Brind ist vor allem als Anlass des sogenannten Girls’ War im Jahre 1830 bekannt. Der Krieg begann mit Beleidigungen und Beschimpfungen zwischen jungen, hochrangigen Māorifrauen, die um die Zuneigung von Brind konkurrierten. Brind selbst war zur Zeit des Vorfalles nicht in der Bay of Islands. Te Urumihia, die Frau von Kiwikiwi von den Ngati Manu und Häuptling von Kororāreka, dessen Tochter in den Zwischenfall verwickelt war, beschimpfte Brinds Frauen (Pehi, Tochter von Hongi Hika und Moewaka, Tochter von Rewa aus Kerikeri). Dies führte zu einer verlustreichen und für Verhältnisse der Māori großen Schlacht zwischen etwa 1400 Kriegern mit etwa 100 Toten.

## Späteres Leben
Am 19. Dezember 1835 heiratete Brind in Gravesend in der britischen Grafschaft Kent Eliza Anne Snoswell. Sie kam nach Neuseeland und das Paar lebte an der Matauwhi Bay nahe Russell. William und Eliza hatten drei Söhne und zwei Töchter, die in Neuseeland getauft wurden. Brind starb 1850 an der Bay of Islands.